# 上御園遺跡
座標: 北緯35度17分20.7秒 東経136度54分27.3秒 / 北緯35.289083度 東経136.907583度
上御園遺跡（かみみそのいせき）は、愛知県小牧市堀の内5丁目に所在する戦国時代の城下町の遺跡である。

## 概要
城下町は、1563年（永禄6年）7月に織田信長が居城を清須城から小牧山に移した後、整備された。同遺跡はこの町の西端に当たり、発掘調査から主に商工業者が住んでいた場所であると考えられている。1567年（永禄10年）に織田信長が岐阜城へ居城を移すと小牧山城は廃城になり、町は縮小された。しかし町の西側部分は、江戸時代初期まで続くこととなる。

## 年表
- 1563年（永禄6年）7月 - 織田信長が清須城から小牧山城に居城移転。城下町が作られる。
- 1567年（永禄10年） - 織田信長が美濃稲葉山城を攻略し、岐阜城と改めて居城を移転。小牧山城は廃城となり、町は縮小される。
- 1624年（元和9年） - 尾張藩によって東に移転させられる。小牧宿の誕生。
- 2004年（平成16年） - 土地区画整理事業に伴い、小牧市が遺跡の本発掘調査を始める[1][2]。
- 2005年（平成17年）3月31日 - 遺跡推定範囲が拡大される[3]。

## 所在地
- 愛知県小牧市堀の内5丁目地内

## 交通
- こまき巡回バスの「小牧中学校前」・「小牧市役所前」・「間々乳観音前」停留所のいずれかで下車、徒歩で約5分。

## 周辺
- 国道41号（名濃バイパス）
- 名古屋高速11号小牧線
  - 堀の内出入口

## 関連文献
- 『愛知県小牧市遺跡範囲確認調査報告書1』小牧市教育委員会/編（小牧市教育委員会、1992年3月）
- 『市内遺跡発掘調査報告書11』小牧市教育委員会/編（小牧市教育委員会、2002年3月）
- 『市内遺跡発掘調査報告書13』小牧市教育委員会/編（小牧市教育委員会、2004年3月）